# Rhynchostegium subperspicuum
Rhynchostegium subperspicuum là một loài rêu trong họ Brachytheciaceae. Loài này được Müll. Hal. Broth. mô tả khoa học đầu tiên năm 1909.